# Roger Deakins
Sir Roger Deakins CBE (* 24. května 1949 Torquay, Velká Británie) je britský kameraman. Je držitelem dvou Oscarů za nejlepší kameru, a to za filmy Blade Runner 2049 a 1917.

## Filmografie
| Rok  | Název                                           | Režisér              |
| ---- | ----------------------------------------------- | -------------------- |
| 1977 | Cruel Passion                                   | Chris Boger          |
| 1979 | Van Morrison in Ireland                         | Michael Radford      |
| 1980 | Blue Suede Shoes                                | Curtis Clark         |
| 1983 | Jiný čas, jiné místo                            | Michael Radford      |
| 1984 | 1984                                            | Michael Radford      |
| 1984 | Return to Waterloo                              | Ray Davies           |
| 1985 | Shadey                                          | Philip Saville       |
| 1986 | Obrana říše                                     | David Drury          |
| 1986 | Sid a Nancy                                     | Alex Cox             |
| 1987 | Personal Services                               | Terry Jones          |
| 1987 | Velký podvod                                    | Michael Radford      |
| 1988 | Pascaliho ostrov                                | James Dearden        |
| 1988 | Bouřlivé pondělí                                | Mike Figgis          |
| 1988 | The Kitchen Toto                                | Harry Hook           |
| 1990 | Air America                                     | Roger Spottiswoode   |
| 1990 | Měsíční hory                                    | Bob Rafelson         |
| 1990 | Dlouhá cesta domů                               | Richard Pearce       |
| 1991 | Barton Fink                                     | Bratři Coenové       |
| 1991 | Vražda                                          | David Mamet          |
| 1992 | Skutečný život v Belle Reve                     | John Sayles          |
| 1992 | Bouřlivé srdce                                  | Michael Apted        |
| 1993 | Tajemná zahrada                                 | Agnieszka Holland    |
| 1994 | Záskok                                          | Ethan & Joel Coen    |
| 1994 | Vykoupení z věznice Shawshank                   | Frank Darabont       |
| 1995 | Mrtvý muž přichází                              | Tim Robbins          |
| 1996 | Odvaha pod palbou                               | Edward Zwick         |
| 1996 | Fargo                                           | Ethan & Joel Coen    |
| 1997 | Kundun                                          | Martin Scorsese      |
| 1998 | Big Lebowski                                    | Ethan & Joel Coen    |
| 1998 | Stav obležení                                   | Edward Zwick         |
| 1999 | Kdekoli, jen ne tady                            | Wayne Wang           |
| 1999 | Hurikán v ringu                                 | Norman Jewison       |
| 2000 | Bratříčku, kde jsi?                             | Ethan & Joel Coen    |
| 2001 | Čistá duše                                      | Ron Howard           |
| 2001 | Večeře u přátel                                 | Norman Jewison       |
| 2001 | Muž, který nebyl                                | Ethan & Joel Coen    |
| 2003 | Dům z písku a mlhy                              | Vadim Perelman       |
| 2003 | Nesnesitelná krutost                            | Ethan & Joel Coen    |
| 2003 | Muž, který zabil                                | Ed Solomon           |
| 2004 | Lupiči paní domácí                              | Ethan & Joel Coen    |
| 2004 | Vesnice                                         | M. Night Shyamalan   |
| 2005 | Mariňák                                         | Sam Mendes           |
| 2007 | V údolí Elah                                    | Paul Haggis          |
| 2007 | Tahle země není pro starý                       | Ethan & Joel Coen    |
| 2007 | Zabití Jesseho Jamese zbabělcem Robertem Fordem | Andrew Dominik       |
| 2008 | Pochyby                                         | John Patrick Shanley |
| 2008 | Nouzový východ                                  | Sam Mendes           |
| 2008 | Předčítač                                       | Stephen Daldry       |
| 2009 | Seriózní muž                                    | Ethan & Joel Coen    |
| 2010 | Manažeři                                        | John Wells           |
| 2010 | Opravdová kuráž                                 | Ethan & Joel Coen    |
| 2011 | Vyměřený čas                                    | Andrew Niccol        |
| 2011 | Rango                                           | Gore Verbinski       |
| 2012 | Skyfall                                         | Sam Mendes           |
| 2013 | Zmizení                                         | Denis Villeneuve     |
| 2014 | Nezlomný                                        | Angelina Jolie       |
| 2015 | Sicario: Nájemný vrah                           | Denis Villeneuve     |
| 2016 | Ave, Caesar!                                    | Ethan & Joel Coen    |
| 2017 | Blade Runner 2049                               | Denis Villeneuve     |
| 2019 | Stehlík                                         | John Crowley         |
| 2019 | 1917                                            | Sam Mendes           |